# Гостінарі
Гостінарі (рум. Gostinari) — село у повіті Джурджу в Румунії. Входить до складу комуни Гостінарі.
Село розташоване на відстані 29 км на південь від Бухареста, 37 км на північний схід від Джурджу.

## Населення
За даними перепису населення 2002 року у селі проживали 2038 осіб. Рідною мовою 2037 осіб (> 99,9%) назвали румунську.
Національний склад населення села:
| Національність | Кількість осіб | Відсоток |
| -------------- | -------------- | -------- |
| румуни         | 1635           | 80,2%    |
| цигани         | 402            | 19,7%    |